# تدبير الاكتئاب
الاكتئاب هو أحد أعراض بعض الأمراض الجسدية، وأحد الآثار الجانبية لبعض الأدوية والعلاجات الطبية، وأحد أعراض بعض اضطرابات المزاج مثل الاضطراب الاكتئابي الشديد أو الاكتئاب الجزئي. يجب استبعاد الأسباب الجسدية من خلال التقييم السريري للاكتئاب الذي يقيس مستوى الفيتامينات والمعادن والكهارل والهرمونات. قد يتضمن تدبير الاكتئاب عددًا من العلاجات المختلفة: الأدوية والعلاج السلوكي والعلاج النفسي والأجهزة الطبية.
رغم أن الأدوية النفسية هي العلاج الأكثر شيوعًا للاكتئاب الشديد، قد يكون العلاج النفسي فعالًا، إما بمفرده أو بالمشاركة مع الأدوية. قد يوفر الجمع بين العلاج النفسي ومضادات الاكتئاب «ميزة طفيفة»، لكن مضادات الاكتئاب وحدها أو العلاج النفسي وحده لا يختلف كثيرًا عن العلاجات الأخرى، مثل «إجراءات التدخل النشط المضبوطة» (كالعلاج الوهمي بالوخز بالإبر). بالنظر إلى التشخيص الدقيق لاضطراب الاكتئاب الشديد عمومًا، يعد نوع العلاج (العلاج النفسي و/أو مضادات الاكتئاب، أو العلاجات البديلة أو غيرها، أو التدخل النشط) «أقل أهمية من إشراك مرضى الاكتئاب في برنامج علاجي نشط».
العلاج النفسي هو العلاج المفضل للمرضى دون الـ18 عامًا، إذ يوصف الدواء فقط بالتزامن مع العلاج السابق وليس كخط علاجي أول بشكل عام. يجب النظر في احتمالية الإصابة بالاكتئاب أو تعاطي المخدرات أو غيرها من مشاكل الصحة النفسية لدى الوالدين، وإذا كان ذلك محققًا، وإذا كان من الممكن أن يساعد الطفل، يجب معالجة الوالد بالتوازي مع الطفل.

## العلاج الدوائي
لإيجاد العلاج الدوائي الأكثر فعالية، يجب تعديل جرعات الأدوية، وتجربة مشاركات مختلفة من مضادات الاكتئاب، أو تغيير زمرة مضاد الاكتئاب.

### مثبطات استرداد السيروتونين الانتقائية
تعد مثبطات استرداد السيروتونين الانتقائية، مثل سيرترالين (زولوفت، لوسترال) وإسيتالوبرام (ليكسابرو، سيبرالكس) وفلوكسيتين (بروزاك) وباروكستين (سيروكسات) وسيتالوبرام، الأدوية الأساسية المستخدمة، نظرًا لآثارها الجانبية الخفيفة نسبيًا وتأثيرها الواسع على أعراض الاكتئاب والقلق، بالإضافة إلى قلة مخاطر الجرعات الزائدة، مقارنةً بزمرة ثلاثيات الحلقات القديمة. يمكن تبديل الدواء بغيره من زمرة مثبطات استرداد السيروتونين الانتقائية في حال عدم الاستجابة للأول. في حال وجود خلل جنسي وظيفي قبل بداية الاكتئاب، يجب تجنب إعطاء أدوية من هذه الزمرة. من الخيارات الشائعة الانتقال إلى بوبروبيون(ويلبوترين)، وهو مضاد اكتئاب غير نمطي، أو إضافته إلى العلاج الحالي؛ وقد تكون الإستراتيجية الثانية أكثر فعالية. من الشائع أن تسبب مثبطات استرداد السيروتونين الانتقائية الأرق أو تفاقمه؛ يمكن استخدام ميرتازابين (زيسبين، ريميرون) في مثل هذه الحالات، وهو من مضادات الاكتئاب النورأدينرجية والسيروتونية النوعية. فلوكستين هو مضاد الاكتئاب الوحيد الموصى به للأشخاص الذين تقل أعمارهم عن 18 عامًا، ومع ذلك، إذا كان المريض الطفل أو المراهق لا يتحمل فلوكستين، يمكن النظر في إعطاء مثبطات استرداد السيروتونين الانتقائية أخرى. لا يوجد دليل على فعالية هذه الزمرة من مضادات الاكتئاب لدى المصابين بالاكتئاب المرافق للخرف.

### مثبطات استرداد الدوبامين والنورإبينفرين
يمكن استخدام بعض مثبطات استرداد الدوبامين والنورإبينفرين كمضادات للاكتئاب.

### مثبطات استرداد النورإبينفرين
يمكن استخدام مثبطات استرداد النورإبينفرين كمضادات للاكتئاب.

### مثبطات استرداد السيروتونين والنورإبينفرين
قد يكون فنلافاكسين (إيفكسور) من فئة مثبطات استرداد السيروتونين والنورإبينفرين أكثر فعالية بشكل معتدل من مثبطات استرداد السيروتونين الانتقائية؛ ومع ذلك، لا يوصى به كعلاج من الدرجة الأولى نظرًا لارتفاع معدل الآثار الجانبية، ولا يُنصح باستخدامه على وجه التحديد لدى الأطفال والمراهقين. 

### مضادات الاكتئاب ثلاثية الحلقات
لمضادات الاكتئاب ثلاثية الحلقات آثار جانبية أكثر من مثبطات استرداد السيروتونين الانتقائية (لكن اختلالات جنسية وظيفية أقل) وعادةً ما تكون مخصصة لعلاج المرضى الداخليين، إذ يبدو أن عقار أميتربتيلين ثلاثي الحلقات، على وجه الخصوص، أكثر فعالية بالنسبة لهم.

### مثبطات أكسيداز أحادي الأمين
شهدت مثبطات أكسيداز أحادي الأمين تاريخيًا جدلًا بخصوص فعاليتها (رغم أن الدراسات المبكرة استخدمت جرعات تعتبر الآن منخفضة للغاية) وآثارها الضائرة المهددة للحياة. ما تزال مستخدمة في حالات نادرة، رغم تطوير عوامل حديثة من هذه الزمرة (مثبطات أكسيداز أحادي الأمين إيه العكوسة)، ذات آثار جانبية أقل.

## علاجات أخرى

### علاج بالأعشاب
نظرًا للمخاوف المتعلقة بالسلامة والآثار الجانبية للعديد من الأدوية المضادة للاكتئاب، زادت أبحاث علم الأدوية النفسية العشبية، وأصبحت العلاجات العشبية شائعة بشكل متزايد كبدائل للأدوية الموصوفة لعلاج الاضطراب الاكتئابي الشديد. تشير نتائج التجارب السريرية التي أجريت حتى الآن إلى أن مكملات الزعفران قد تحسن أعراض الاكتئاب لدى البالغين. أظهرت النتائج الإجمالية أن الزعفران يمتلك فعالية أفضل في تحسين أعراض الاكتئاب عند مقارنته بالدواء الوهمي، إذ كان الزعفران فعالًا بقدر مضادات الاكتئاب الصنعية.

### ممارسة الرياضة
أشارت مراجعة مؤسسة كوكرين لعام 2013 حول التمارين البدنية في الاكتئاب إلى أنها، استنادًا إلى أدلة محدودة، أكثر فعالية بشكل معتدل من إجراءات التدخل المضبوطة وقابلة للمقارنة مع العلاجات النفسية أو الأدوية المضادة للاكتئاب. لوحظت تأثيرات أخف في دراسات أكثر صرامة من الناحية المنهجية. خلصت ثلاث مراجعات منهجية لاحقة في عام 2014 تضمنت مراجعة كوكرين في تحليلها إلى نتائج مماثلة: أشارت إحداها إلى أن التمارين البدنية فعالة كعلاج مرافق للأدوية المضادة للاكتئاب؛ أشارت الأخرى إلى أن التمارين البدنية أظهرت آثار مضادة للاكتئاب وأوصت بإدراج النشاط البدني كعلاج مساعد للاكتئاب الخفيف إلى المتوسط والأمراض النفسية بشكل عام. وجدت هذه الدراسات أيضًا نسبة تأثيرات أقل في دراسات أكثر صرامة من الناحية المنهجية. دعت المراجعات المنهجية الأربعة إلى مزيد من البحث من أجل تحديد الفعالية أو الكثافة المثلى للتمرين ومدته وطريقته. أُشير إلى دور عامل التغذية العصبية المستمد من الدماغ كوسيط في بعض التأثيرات العصبية الحيوية للتمارين الرياضية في إحدى المراجعات التي افترضت أن زيادة إشارات عامل التغذية العصبية المستمد من الدماغ هي المسؤولة عن التأثير المضاد للاكتئاب. 

### النوم
يرتبط الاكتئاب أحيانًا بالأرق -(صعوبة في النوم، أو الاستيقاظ المبكر، أو الاستيقاظ في منتصف الليل). يؤدي تزامن هاتين النتيجتين، الاكتئاب والأرق، إلى تفاقم الوضع. لهذا السبب، يعتبر النوم الصحي ضروريًا للمساعدة على كسر هذه الحلقة المفرغة. قد يشمل تدبيرات مثل إجراءات النوم المنتظمة وتجنب المنشطات مثل الكافيين وتدبير اضطرابات النوم مثل انقطاع النفس النومي.